# Hór-Aha
Hór-Aha (ḥrw-ˁḥ3) az ókori egyiptomi I. dinasztia első olyan uralkodója, aki egészen biztosan mindkét országrész (Felső- és Alsó-Egyiptom) felett uralkodott, sok egyiptológus szerint ő volt az egységesítő harcos-király. Nevének jelentése is Harcos Hórusz vagy Hórusz harcosa. Mindkét névértelmezés ugyanarra mutat, mégpedig Nehen város (Hierakónpolisz) ősi sólyomkultuszára, a szülőváros hatalmának kiterjesztésére.

## Neve
A gyakorta használt Hór-Aha név Hórusz név, az egyiptomi fáraók Hórusz istenhez köthető címe, amely a király Hóruszhoz való viszonyát volt hivatott jelképezni. Az egyiptomi korai dinasztus korból fennmaradt régészeti leletek a kor királyaira általában ezen a néven hivatkoznak. A későbbi korokból származó leletek és történelmi dokumentumok azonban a királyokat általában Nebti-nevükön említik, amelyek a királyt az Alsó- és Felső-Egyiptomot védő istenségekhez kötötték. Amikor egyiptológusok összehasonlítják a különböző forrásokat és neveket, akkor Hór-Ahát a Teti vagy Itet nevekkel azonosítják. Manethón történeteiben Hór-Aha Athóthisz (ógörögül Ἇθωθις), kaiszareiai Euszebiosznál I. Athóthisz néven szerepel.

## Élete
A ma általánosan elfogadott vélekedés szerint Narmer és Neithhotep fia volt, a Meni nevet pedig a Nílus-völgy egyesítése után vette fel, amelyet a nebti titulus mutat. A Men(i) név örökkévalóságot, tartósságot, szilárdságot jelentett, így tágabb értelemben a Két Ország Örök Ura formában fordítható le a Men(i) nebti fogalom. Egyik felirata szerint a deltabeli Szai (vagy Szau, görögül Szaisz) városában Neith istennő számára alapított templomot. Az istennő felé tanúsított tisztelete talán nem véletlen, hiszen Neith istennőt a feje felett keresztbe fektetett két nyílvesszővel ábrázolták, utalva harciasságára. A Néith-kultusz a római korig fennmaradt Szaiszban.
Ha Hóru-Aha azonos Menivel, akkor hozzá kapcsolható a Fal (ineb ) elnevezésű város megalapítása is, amely később Ineb Hedzs (Fehér Fal) néven szerepel, még később (a VI. dinasztia korától) Men-nofer-Pepi (Pepi szépsége örök) lett belőle, a Közép- és Újbirodalom korában Mennofer, a későkorban Menfe. Ez volt a híres, a görögök által Memphisznek nevezett város.
Hérodotosz szerint Ménész 62 esztendeig uralkodott. Egy Abüdoszban feltárt fatábla felirata szerint Núbiában lázadásokat kellett levernie.
Két felesége ismert, Benerib és Henthapi, előbbi valószínűleg az Umm el-Kab-i B14-es sír tulajdonosa, utóbbi Dzser anyja.

### Halála
Manethón szerint elragadta egy víziló, amely Széth isten egyik megtestesülése. Egy másik történet szerint, amelynek alapját az a hit képezi, miszerint Hór-Aha maga volt a legendás Meni (Ménész), egy víziló ölte meg vadászat közben.

### Sírja

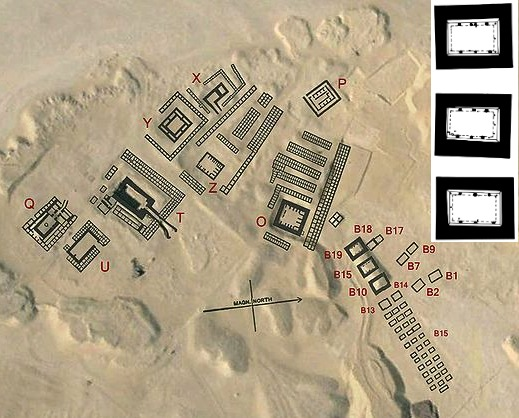
Hor-Aha sírja három kamrából áll, ezek a betéten látható B10, B15 és B19 számú kamrák. A B14-es valószínűleg Hor-Aha felesége, Benerib sírkamrája.

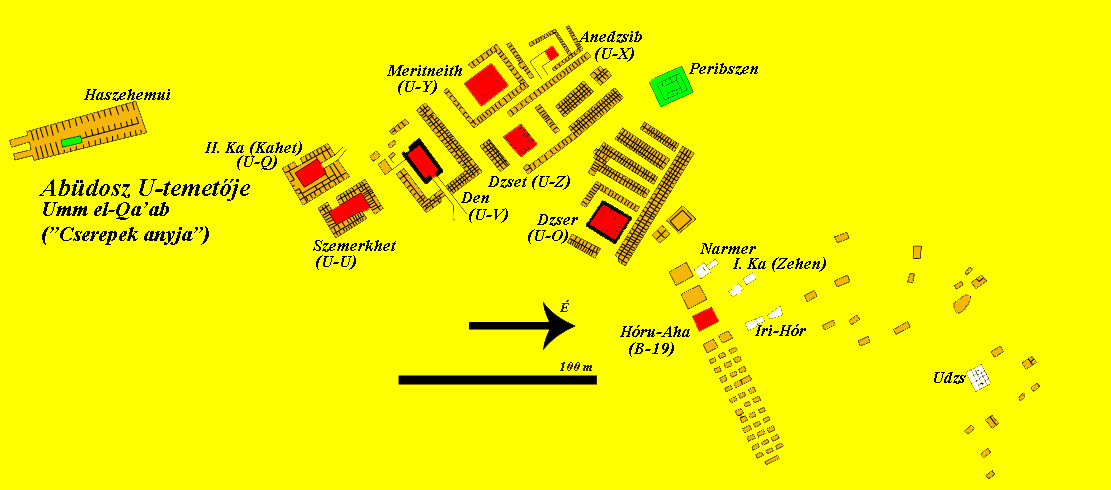
Az abüdoszi temető (Umm el-Kaáb) Hór-Aha sírjával

Sírja az abüdoszi Umm el-Kaáb temető B-10–19 számú vermeinek egyike, valószínűleg a B-15-ös. Nagyságrendekkel nagyobb és kidolgozottabb bármely elődjénél. Ez a sír eleinte kétkamrás veremsír volt. Ezt azonban erősen kibővítették, három különálló nagy gödröt alakítottak ki, és vályogtéglával bélelték. A középső kamrában nemcsak téglabélés, hanem fából ácsolt belső kamra is állt, valószínűleg ez volt az uralkodó sírkamrája. A sírt 34 darab kisebb veremsír kíséri, amelyekben 25 évnél nem idősebb férfiak csontjait találták meg feltáróik.

### Kutatások
A korszak kutatása napjainkban is folytatódik. A meglevő régészeti bizonyítékok, radiokarbonos vizsgálatok és matematikai számítások segítségével, oxfordi kutatóknak sikerült meghatározni Hór-Aha uralkodásának idejét körülbelül 30 évnyi pontossággal, amelynek kezdete az eredmények szerint i.e. 3111 és 3045 közé esik.

## Titulatúra
A fáraók titulatúrájának magyarázatát és történetét lásd az Ötelemű titulatúra szócikkben.
| G5 |

| G5 |

| D34 |

| D34 |

| D34 |

| D34 |

| G5 |

| G5 |

| D34 |

| D34 |

| D34 |

| D34 |

## Külső hivatkozások
- Sarah Griffiths: First pharaoh ruled Ancient Egypt 500 years LATER than first thought: Maths model and radiocarbon data rewrite history (angol nyelven). Daily Mail, 2013. szeptember 3. (Hozzáférés: 2013) – Beszámoló Dr. Michael Dee, az Oxfordi Egyetem archeológusának kutatásairól.
- Teljesen átírták Egyiptom korai történetét (magyar nyelven). Múlt-kor, 2013. szeptember 4. (Hozzáférés: 2013) – Dr. Dee eredményeiről magyarul.

| Előző uralkodó: Narmer v. Meni | Egyiptom uralkodója i. e. 30. század I. dinasztia | Következő uralkodó: I. Teti |